# 原波瑠
原 波瑠（はら はる、1993年8月19日 - ）は、日本の元AV女優。

## 略歴・人物
神奈川県出身。
趣味：パソコンゲーム。自宅にフェレット(エイラ♀ヨナ♂)を飼う。動物、藤ます作品の漫画、深見真作品の小説、海外ドラマ、フルーツ、ハーブ、青汁を好む。
お酒、たばこは飲まない。
2015年11月30日現在、マークスジャパンのサイトからプロフィールが削除された。

## 作品

### アダルトビデオ
2013年
- 「SOD女子社員 他部署で評判のウブで可愛い入社1年目の新卒3名が大抜擢！！ 元制作部、原波瑠（はらはる）元総務部、河田結衣（かわだゆい）元経理部、坂上茜（さかがみあかね） 「初めまして、私達が新しいSOD宣伝部です」 SOD看板娘 Vol.1」（SODクリエイト）2013/12/19AV DEBUT（6月7日、SODクリエイト）

2014年
- 「SOD女子社員未満！？祝！2014年度 内定者厳選10名初お披露目！初脱ぎ！恥じらい！SOD社内スペシャル野球拳」（SODクリエイト）2014/2/6
- 「SOD女子社員入社1年目宣伝部坂上茜 ガチ処女喪失 SOD看板娘 vol.3」（SODクリエイト）2014/2/20
- 「SOD女子社員 宣伝部入社2年目 原波瑠 覚醒 SOD看板娘Vol.5」（SODクリエイト）2014/4/24
- 「SOD女子社員新卒入社2年目 宣伝部 原波瑠 初体験×4」（SODクリエイト）2014/6/5
- 「2014年SOD女子社員 新卒入社1年目 第2回 童貞筆おろし研修」（SODクリエイト）2014/7/24
- 「2014 SOD女子社員 大乱交水泳大会 16SEX×19発射 超濃厚360分SP」(SODクリエイト) 2014/8/21
- 「2014年度 ソフト・オン・デマンド社内健康診断」（SODクリエイト）2014/10/9
- 「SOD女子社員未満！？ 研修中に社内でいきなり赤面野球拳！！」（SODクリエイト）2014/10/23

2015年
- 「白衣の天使と性交 原羽瑠 」（ドリームチケット）2015/2/6
- 「完全ガチ交渉！噂の、素人激カワ看板娘を狙え！vol.21」（プレステージ）2015/2/20
- 「修学旅行の女子部屋で男は僕たち二人だけ！人生初の王様ゲーム！ 2」（Hunter）2015/3/19
- 「美少女即ハメ白書 34」（プレステージ）2015/03/20
- 「某都内大学オールラウンドサークルのヤリまくり新歓コンパ No2」（S級素人）2015/4/10
- 「マジックミラー便 働く美女・スーツOL編 勤務時間中にまさかのAV出演!お堅い職業に就く美人はお硬い勃起チ○ポに弱いのか!? in品川&新橋」（ディープス）2015/4/23
- 「びちゃびちゃ潮吹きナース 3姉妹大乱交SPECIALだょ　DMM限定」（kawaii) 2015/4/26
- 「女子大の寮まるごと全員と中出し乱交～春～」（ズッコン/バッコン）2015/5/1
- 「机の下で手を出したら感じてきた女友達」（アキノリ）　2015/5/9
- 「「見ちゃダメ！」勃起チ○ポから娘をガード！のつもりが…。」（Hunter)2015/5/9
- 「憧れのお姉さんは、誰にでも中出しSEXさせちゃう！！恥知らずな敏感ボディで獣みたいな絶叫痴態！ 原羽瑠」（ジェントルマン/妄想族）　2015/5/13
- 「133分間ノンストップ撮影、ノーカット編集で生中出し27連発に長時間お掃除フェラとぶっかけ11連発！！ 原波瑠」（FS.KnightsVisual）　2015/5/20
- 「転校したら男は僕一人ぼっちだった・・・。9」（アキノリ）　2015/5/21
- 「モテないぼくらの脱！童貞！五日間戦争！」（Hunter)　2015/5/21
- 「同じマンションに住む小さい女の子に媚薬を塗り込んだチ○ポで即イラマ。結果、ねば～っと糸引くえずき汁まみれのイキ顔で淫乱化。4」（ナチュラルハイ）　2015/6/6
- 「溜った精子は貴金属と同じ オマ○コの奥深く預金出来る。ぐちょぐちょ 真正中出し ごっくん銀行」（SODクリエイト）2015/6/18
- 「kawaii グランプリ2015ユーザーが選ぶ人気作品ランキングTOP100」（kawaii) 2015/8/25
- 「おねだり挑発ポーズのクリむきオナニストたち」（AROMA)　2015/9/25
- 「微乳少女　危険日露出中出し」（無垢)　2015/10/13
- 「誘惑腿コキホテル②」（AROMA)　2015/10/25

### テレビ番組
- 「SOD社員のお仕事ですよ」（つくばTV）放送日 2014/1/5～2014/2/5

### 動画サイト
- 素人AV体験撮影830　春香21歳　家具屋　(シロウトTV)
- Haru #1 恥ずかしいのに感じすぎて思わずお漏らしエッチ(S-Cute)
- あふれちゃう潮と愛情 (S-Cute)

### 雑誌
- DVDヨロシク！　2015年4月号　（三和出版（株））

### 撮影会
- シャングリラス（団体）　2015/1/24
- エリア66（個人）　2015/2/7
- エリア66（個人）　2015/3/7
- エリア66（個人）　2015/4/18
- B-Selection　　　2015/5/16
- CLASS-A(個人）　　2015/6/27

### ニコニコ動画
- 原波瑠☆Rise and shine ♪#1 2015/2/18
- 原波瑠☆Rise and shine ♪#2 2015/4/2
- 原羽瑠 ジャケ撮生中継 2015/4/10
- 原波瑠☆Rise and shine ♪#3 2015/5/12
- 原波瑠☆Rise and shine ♪#4 2015/6/5

### イベント
- フェチフェス（千駄ヶ谷Pスタジオ）　2015/1/25
- 「初心者大歓迎完全サブカル超入門講座」阿佐ヶ谷ロフトA　2015/3/12
- SODプレミアムナイト　2015/9/11

### その他活動
- SOD社員　宣伝部としてSOD大賞のサポート　(ホテルニューオータニ　鶴の間） 2013/12/20
- SOD社員　宣伝部としてコンドーム配布イベントに参加　(ムーラン秋葉原） 2013/12/1
- SOD社員　宣伝部としてSODsterイベントサポート（秋葉原） 2013/9/29